# Mesolobites giganteus
Mesolobites giganteus is een keversoort uit de familie Schizocoleidae. De wetenschappelijke naam van de soort is voor het eerst geldig gepubliceerd in 1985 door Whalley.